# 蝦尾新村
蝦尾新村（Ha Mei San Tsuen）是香港元朗區橫洲的一條鄉村，鄰近天水圍新市鎮，位於馮家圍南面。該地早期多水災，1997年至1998年之間興建了防洪排水工程。村內有蝦尾新村路連接朗天路和天福路。